# X-37B OTV-6
X-37B OTV-6 eller USA-299 eller USSF-7 var en flygning av en X-37B, för USA:s flygvapen. Uppskjutningen skedde den 17 maj 2020, med en Atlas V-raket från Cape Canaveral Air Force Station i Florida.
För att ge plats åt ytterliga last och experiment var farkosten vid denna flygning för första gången utrustad med en ej återanvändbar extern servicemodul.
Några dagar efter uppskjutningen lösgjordes satelliten FalconSat-8 från farkosten.
Efter 908 dagar i rymden återinträdde farkosten i jordens atmosfär och landade på Kennedy Space Center i Florida den 12 november 2022.